# Ilusión de la espiral de Fraser

Ilusión de la espiral de Fraser

La ilusión de la espiral de Fraser es un tipo de ilusión óptica que fue descrita por primera vez en 1908 por el psicólogo británico sir James Fraser (1863-1936).
La ilusión es también conocida como la espiral falsa, o por su nombre original, la ilusión del cordón retorcido. La superposición de arcos segmentados en blanco y negro aparenta formar una espiral; aunque en realidad los arcos son una serie de círculos concéntricos.

## Explicación
La distorsión visual está producida por la combinación de un patrón de líneas regulares (los círculos) con partes desalineadas (los segmentos oblicuos de color blanco y de color negro). La ilusión de Zöllner y la ilusión de la pared de la cafetería están basadas en un principio similar, como muchos otros efectos visuales, en los que una secuencia de elementos inclinados causa que se perciban giros irreales y desviaciones.
La ilusión es aumentada por los componentes con distribución espiral del fondo de la imagen. Es una ilusión muy particular, en la que el observador puede verificar la disposición concéntrica de los círculos por sí mismo manualmente. Cuando se dispone de la imagen en un ordenador, se puede comprobar la inexistencia de las "espirales" recorriendo los arcos con el puntero del ratón.